# Yrjö Väisälä
Yrjö Väisälä (AFI: [ˈyrjø ˈʋæi̯sælæ]; Kontiolahti, 6 settembre 1891 – Rymättylä, 21 luglio 1971) è stato un astronomo, fisico ed esperantista finlandese.

## Biografia
Yrjö Väisälä era il settimo di otto fratelli, rimase orfano di padre a tredici anni, uno dei suoi fratelli era Vilho Väisälä, noto scienziato, inventore e imprenditore finlandese. Anche suo figlio Marja Ilmatar Väisälä si dedicò all'astronomia.
Väisälä studiò matematica, fisica ed astronomia presso l'Università di Helsinki; iniziò la sua carriera lavorativa come matematico nel campo delle assicurazioni. Nel periodo 1918-1925 lavorò presso l'Istituto di geodesia della Finlandia, dove si occupò di triangolazione. Nel 1924 ottenne il posto di professore di fisica presso l'Università di Turku, dove presto assunse anche il ruolo di professore di astronomia. Nel 1951 la sua carriera scientifica sarebbe culminata nel conferimento del ruolo di accademico, la maggiore onorificenza scientifica del tempo in Finlandia.
Conosciuto principalmente come astronomo, Väisälä si distinse per aver individuato un metodo in grado di determinare le distanze sfruttando l'interferenza della luce bianca; l'impiego di tale metodo si diffuse in tutto il mondo, e in geodesia fu sorpassato solo dalle moderne tecniche di osservazione da satellite.

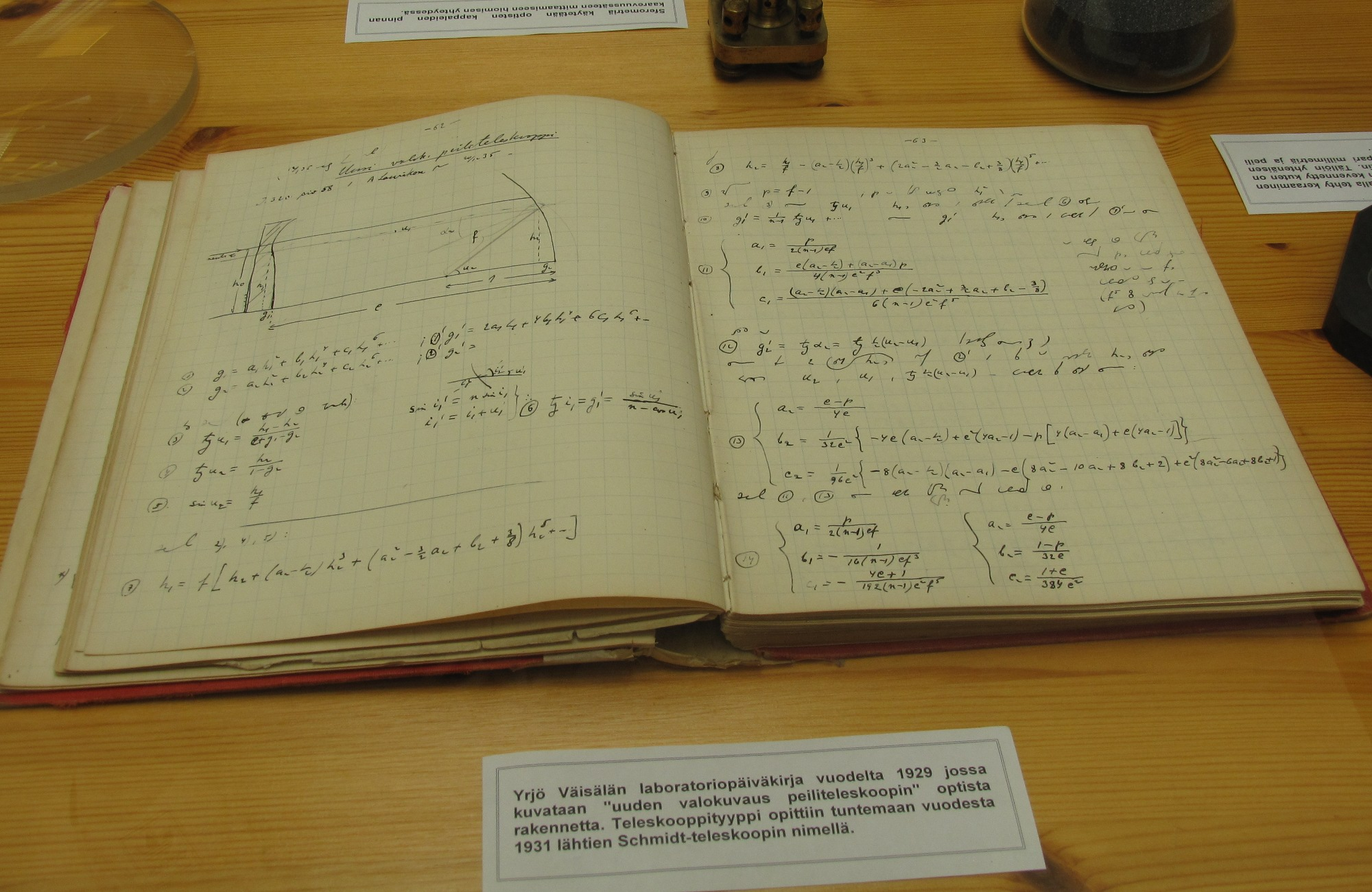
Diario di laboratorio di Yrjö Väisälä (1929). Nelle pagine Väisälä descrive il principio di "un nuovo telescopio per la fotografia", che sarà poi il principio alla base del telescopio Schmidt

Väisälä si interessò anche di ottica, sia dal punto di vista teorico che pratico: sotto la sua guida, furono realizzati specchi e lenti ad uso astronomico di notevole precisione. Nelle note delle sue lezioni, espose il principio alla base del telescopio Schmidt prima dello stesso Schmidt, e successivamente ne propose una miglioria (apparecchio di Schmidt-Väisälä). Sviluppò inoltre un metodo in grado di valutare la qualità degli strumenti ottici, e in particolare della superficie degli specchi ad uso astronomico. Provò anche a realizzare un telescopio a più specchi, ma non riuscì a stabilizzarlo a sufficienza per via della mancanza della tecnologia necessaria: il primo strumento simile sarebbe stato messo in funzione solo nel 1987.
In astronomia, Väisälä sviluppò un nuovo metodo per individuare gli asteroidi sulle lastre fotografiche, e un sistema per determinare rapidamente i parametri orbitali di tali oggetti. Assieme al suo gruppo di ricerca, individuò 807 asteroidi e 7 comete.
Väisälä ha scoperto quattro comete: le periodiche 40P/Väisälä (Väisälä 1), scoperta nel 1939, la 139P/Väisälä-Oterma scoperta nel 1939 assieme alla collega Liisi Oterma, inizialmente identificata come asteroide e caratterizzata dalla designazione provvisoria 1939 TN, la P/1942 EA (Väisälä 2) scoperta nel 1942, anch'essa inizialmente ritenuta un asteroide e la cometa non periodica C/1944 H1 Vaisala.
Negli anni 1950, l'Università di Turku si dotò di un nuovo osservatorio astronomico presso Tuorla: qui Väisälä iniziò ad occuparsi dello studio della rotazione terrestre, e in particolare delle piccole variazioni nella direzione dell'asse di rotazione planetario. Per tali misure Väisälä si servì di cosiddetti telescopi zenitali, che egli stesso aveva costruito. Tali telescopi rimasero gli strumenti più precisi in grado di determinare la posizione del polo nord fino agli anni 1980, quando furono sostituiti dalla radioastronomia, che consentiva l'impiego delle quasar come sorgenti fisse di riferimento sullo sfondo.
Väisälä si interessò di esperanto, e divenne particolarmente attivo nel movimento esperantista. Fu responsabile di categoria dell'Associazione universale esperanto (UEA) per l'astronomia, e membro del comitato d'onore dell'associazione. Fino alla morte presiedette la Internacia scienca asocio esperantista ("Associazione internazionale scientifica esperantista"). Battezzò diversi asteroidi con nomi relativi all'esperanto: fra di essi, 1421 Esperanto (scoperto nel 1936) e 1462 Zamenhof (scoperto nel 1938).

## Riconoscimenti
Gli è stato dedicato un cratere lunare di 8 km di diametro, il cratere Väisälä e due asteroidi, 1573 Väisälä e 2804 Yrjö .
Portano il suo nome anche una fondazione, la Vilho, Yrjö and Kalle Väisälä Foundation e il centro di ricerca spaziale dell'Università di Turku, Istituto Väisälä per la fisica spaziale e l'astronomia, noto con l'acronimo inglese di VISPA.
Gli è stata assegnata la 168ª Donohoe comet medal.

## Asteroidi scoperti
Il Minor Planet Center gli accredita le scoperte di centoventotto asteroidi, effettuate tra il 1935 e il 1944.
| 1391 Carelia        | 16 febbraio 1936  |
| 1398 Donnera        | 26 agosto 1936    |
| 1405 Sibelius       | 12 settembre 1936 |
| 1406 Komppa         | 13 settembre 1936 |
| 1407 Lindelöf       | 21 novembre 1936  |
| 1421 Esperanto      | 18 marzo 1936     |
| 1424 Sundmania      | 9 gennaio 1937    |
| 1446 Sillanpää      | 26 gennaio 1938   |
| 1447 Utra           | 26 gennaio 1938   |
| 1448 Lindbladia     | 16 febbraio 1938  |
| 1449 Virtanen       | 20 febbraio 1938  |
| 1450 Raimonda       | 20 febbraio 1938  |
| 1451 Granö          | 22 febbraio 1938  |
| 1453 Fennia         | 8 marzo 1938      |
| 1454 Kalevala       | 16 febbraio 1936  |
| 1460 Haltia         | 24 novembre 1937  |
| 1462 Zamenhof       | 6 febbraio 1938   |
| 1463 Nordenmarkia   | 6 febbraio 1938   |
| 1471 Tornio         | 16 settembre 1938 |
| 1472 Muonio         | 18 ottobre 1938   |
| 1473 Ounas          | 22 ottobre 1938   |
| 1477 Bonsdorffia    | 6 febbraio 1938   |
| 1478 Vihuri         | 6 febbraio 1938   |
| 1479 Inkeri         | 16 febbraio 1938  |
| 1480 Aunus          | 18 febbraio 1938  |
| 1483 Hakoila        | 24 febbraio 1938  |
| 1488 Aura           | 15 dicembre 1938  |
| 1492 Oppolzer       | 23 marzo 1938     |
| 1494 Savo           | 16 settembre 1938 |
| 1495 Helsinki       | 21 settembre 1938 |
| 1496 Turku          | 22 settembre 1938 |
| 1497 Tampere        | 22 settembre 1938 |
| 1498 Lahti          | 16 settembre 1938 |
| 1499 Pori           | 16 ottobre 1938   |
| 1500 Jyväskylä      | 16 ottobre 1938   |
| 1503 Kuopio         | 15 dicembre 1938  |
| 1518 Rovaniemi      | 15 ottobre 1938   |
| 1519 Kajaani        | 15 ottobre 1938   |
| 1520 Imatra         | 22 ottobre 1938   |
| 1521 Seinäjoki      | 22 ottobre 1938   |
| 1523 Pieksämäki     | 18 gennaio 1939   |
| 1524 Joensuu        | 18 settembre 1939 |
| 1525 Savonlinna     | 18 settembre 1939 |
| 1526 Mikkeli        | 7 ottobre 1939    |
| 1527 Malmquista     | 18 ottobre 1939   |
| 1529 Oterma         | 26 gennaio 1938   |
| 1530 Rantaseppä     | 16 settembre 1938 |
| 1532 Inari          | 16 settembre 1938 |
| 1533 Saimaa         | 19 gennaio 1939   |
| 1534 Näsi           | 20 gennaio 1939   |
| 1535 Päijänne       | 9 settembre 1939  |
| 1536 Pielinen       | 18 settembre 1939 |
| 1541 Estonia        | 12 febbraio 1939  |
| 1542 Schalén        | 26 agosto 1941    |
| 1548 Palomaa        | 26 marzo 1935     |
| 1549 Mikko          | 2 aprile 1937     |
| 1551 Argelander     | 24 febbraio 1938  |
| 1552 Bessel         | 24 febbraio 1938  |
| 1567 Alikoski       | 22 aprile 1941    |
| 1631 Kopff          | 11 ottobre 1936   |
| 1646 Rosseland      | 19 gennaio 1939   |
| 1656 Suomi          | 11 marzo 1942     |
| 1659 Punkaharju     | 28 dicembre 1940  |
| 1677 Tycho Brahe    | 6 settembre 1940  |
| 1678 Hveen          | 28 dicembre 1940  |
| 1696 Nurmela        | 18 marzo 1939     |
| 1699 Honkasalo      | 26 agosto 1941    |
| 1723 Klemola        | 18 marzo 1936     |
| 1740 Paavo Nurmi    | 18 ottobre 1939   |
| 1757 Porvoo         | 17 marzo 1939     |
| 1883 Rimito         | 4 dicembre 1942   |
| 1928 Summa          | 21 settembre 1938 |
| 1929 Kollaa         | 20 gennaio 1939   |
| 1947 Iso-Heikkilä   | 4 marzo 1935      |
| 2020 Ukko           | 18 marzo 1936     |
| 2067 Aksnes         | 23 febbraio 1936  |
| 2091 Sampo          | 26 aprile 1941    |
| 2096 Väinö          | 18 ottobre 1939   |
| 2194 Arpola         | 3 aprile 1940     |
| 2204 Lyyli          | 3 marzo 1943      |
| 2243 Lönnrot        | 25 settembre 1941 |
| 2258 Viipuri        | 7 ottobre 1939    |
| 2292 Seili          | 7 settembre 1942  |
| 2299 Hanko          | 25 settembre 1941 |
| 2333 Porthan        | 3 marzo 1943      |
| 2379 Heiskanen      | 21 settembre 1941 |
| 2397 Lappajärvi     | 22 febbraio 1938  |
| 2454 Olaus Magnus   | 21 settembre 1941 |
| 2464 Nordenskiöld   | 19 gennaio 1939   |
| 2479 Sodankylä      | 6 febbraio 1942   |
| 2486 Metsähovi      | 22 marzo 1939     |
| 2502 Nummela        | 3 marzo 1943      |
| 2512 Tavastia       | 3 aprile 1940     |
| 2535 Hämeenlinna    | 17 febbraio 1939  |
| 2638 Gadolin        | 19 settembre 1939 |
| 2639 Planman        | 9 aprile 1940     |
| 2678 Aavasaksa      | 24 febbraio 1938  |
| 2679 Kittisvaara    | 7 ottobre 1939    |
| 2690 Ristiina       | 24 febbraio 1938  |
| 2715 Mielikki       | 22 ottobre 1938   |
| 2716 Tuulikki       | 7 ottobre 1939    |
| 2733 Hamina         | 22 febbraio 1938  |
| 2737 Kotka          | 22 febbraio 1938  |
| 2750 Loviisa        | 30 dicembre 1940  |
| 2802 Weisell        | 19 gennaio 1939   |
| 2820 Iisalmi        | 8 settembre 1942  |
| 2826 Ahti           | 18 ottobre 1939   |
| 2885 Palva          | 7 ottobre 1939    |
| 2898 Neuvo          | 20 febbraio 1938  |
| 2962 Otto           | 28 dicembre 1940  |
| 2972 Niilo          | 7 ottobre 1939    |
| 3037 Alku           | 17 gennaio 1944   |
| 3099 Hergenrother   | 3 aprile 1940     |
| 3166 Klondike       | 30 marzo 1940     |
| 3212 Agricola       | 19 febbraio 1938  |
| 3223 Forsius        | 7 settembre 1942  |
| 3272 Tillandz       | 24 febbraio 1938  |
| 3281 Maupertuis     | 24 febbraio 1938  |
| 3522 Becker         | 21 settembre 1941 |
| 3606 Pohjola        | 19 settembre 1939 |
| 3897 Louhi          | 8 settembre 1942  |
| 4181 Kivi           | 24 febbraio 1938  |
| 4266 Waltari        | 28 dicembre 1940  |
| 4512 Sinuhe         | 20 gennaio 1939   |
| 5073 Junttura       | 3 marzo 1943      |
| 5153 Gierasch       | 9 aprile 1940     |
| 6073 Tähtiseuraursa | 18 ottobre 1939   |
| 6572 Carson         | 22 settembre 1938 |